# Karl Christoph Oettelt
Karl Christoph Oettelt (auch Carl Oettelt oder Oettel; * 28. Januar 1727 in Schleiz; † 12. Juli 1802 in Ilmenau) war ein deutscher Forstmann. Er gilt als Pionier der Forstmathematik.

## Leben

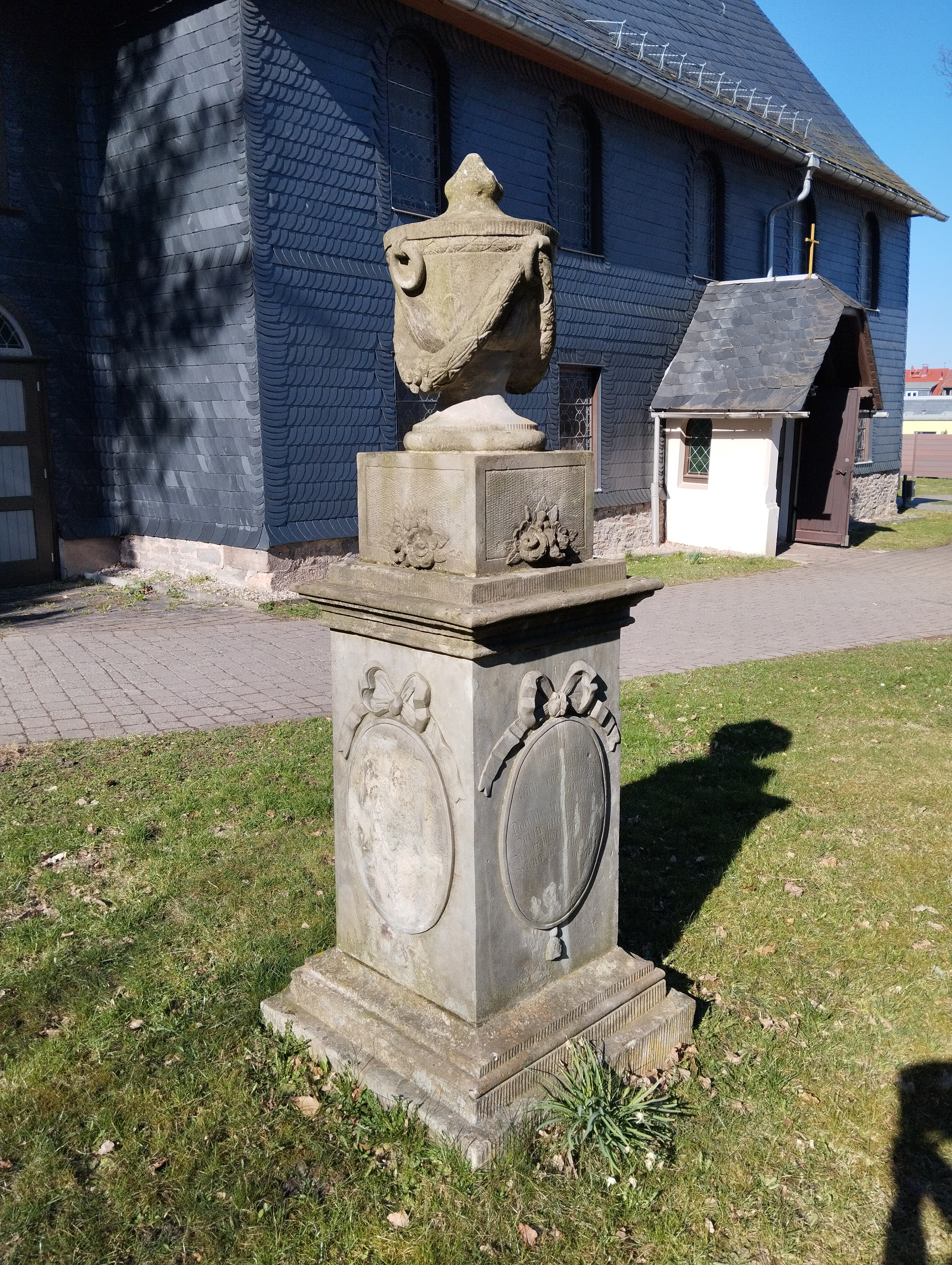
Das Grab von Karl Christoph Oettelt in Ilmenau.

Oettelt war Sohn des Forstbediensteten Christoph Oettelt. Unter seinen Verwandten war auch der Forstmann Johann Gottlieb Beckmann. Er wurde als Förster ausgebildet und trat dann als Jagd-Pursch in den Dienst des Herzogtums Sachsen-Gotha-Altenburg. Er wurde hauptsächlich bei der Vermessung eingesetzt, wobei er besondere Begabung für die mathematischen Arbeiten zeigte. Der Kammerpräsident Siegmund Ehrenfried von Oppel erreichte bei Herzog Friedrich III. von Sachsen-Gotha-Altenburg, dass Oettelt am 16. Juni 1755 zum herzoglichen Forst-Geometer ernannt wurde. 
Oettelt kartierte von 1761 bis 1763 die Forste Heyda, Unterpörlitz, Ilmenau und Stützerbach. Er war auch an Vermessungen unter Carl Christoph von Lengefeld beteiligt. In dieser Zeit wurde er auf eigenen Antrag mit Wirkung vom 10. Mai 1762 mit dem Titel eines herzoglich-gothaischen Forst-Commissarii ausgezeichnet. 1763 trat er in den Staatsdienst des Herzogtums Sachsen-Weimar über. Er war fortan herzoglich-gothaischer Forst-Commissarii und herzoglich-weimarischer Förster in Heyda. 1768 erfolgte seine Ernennung zum Oberförster. In diesem Zug bekam er das Revier Ilmenau übertragen. 1776 wurde er Wildmeister und 1797 schließlich herzoglicher Forstmeister. In Ilmenau wurde ihm der Ziehsohn Goethes, Peter im Baumgarten, zur Ausbildung als Förster und Jäger anvertraut. Die Ausbildung blieb aber, aufgrund fehlender Motivation Peters, ohne Erfolg.
Oettelt galt als hervorragender Ökonom in seinen Revieren und machte sich um die Nutzung der Mathematik im Forstwesen verdient. Er trat mit verschiedenen Fachpublikationen in Erscheinung und bemühte sich besonders um eine Verbesserung der Waldtaxation auf mathematischer Basis und gehört zu den ersten Verwendern des Begriffs der Forsteinrichtung. Zu seinen Forderungen gehörte auch ein Examen für Forstleute, das deren mathematische Kenntnisse abprüft. Sein Werk hatte schließlich Einfluss auf die Lehre der 1805 gegründeten Sächsischen Forstlehranstalt Eisenach.

## Werke (Auswahl)
- Practischer Beweis, daß die Mathesis bey dem Forstwesen unentbehrliche Dienste thue, Schill, Arnstadt 1764.
- Etwas über die Harzgeschichte oder Pechnutzung fichtener Waldungen, Wittekindt, Eisenach 1789.
- Abschilderung eines redlichen und geschickten Försters, oder praktischer Beweis, daß die Mathesis bey dem Forstwesen unentbehrliche Dienste thue, Reinicke und Hinrichs, Leipzig 1798.